# Pascal Gastien
Pascal Gastien (Rochefort, Francia, 2 de diciembre de 1963) es un exjugador y exentrenador de fútbol francés. 

## Carrera como jugador
En sus días de futbolista, Gastien jugó predominantemente como mediocampista defensivo central. La mayor parte de su carrera como jugador las pasó en las dos primeras divisiones del sistema de la liga de fútbol francesa.

## Carrera como entrenador

### Niort
Después de retirarse del fútbol profesional, Gastien se dedicó a ser entrenador. En octubre de 1999, Gastien fue nombrado entrenador interino conjunto del Niort junto con el exjefe del Rennes René Cédolin, pero la pareja no se hizo cargo de ningún partido de liga. En 2000, el francés fue designado de forma permanente como entrenador del equipo de reserva de Niort.
En enero de 2005, Gastien reemplazó a Vincent Dufour como entrenador del primer equipo, que estaba luchando en la Ligue 2. Desafortunadamente, Gastien no pudo evitar el descenso a la Championnat National, y el equipo ganó solo tres de los 17 juegos mientras estuvo a cargo, y al final de la temporada, volvió a ser el entrenador del equipo de reserva, mientras que Philippe Hinschberger tomó el control de las funciones del primer equipo. Gastien continuó entrenando a las reservas hasta el verano del 2009. El 4 de junio de 2009, se anunció que Gastien había sido reelegido como entrenador de Niort.
Gastien llevó a Niort a ganar la Championnat de France Amateur durante su primera temporada completa a cargo, regresando así a la Championnat National en el primer intento. En la temporada 2010-11, el francés llevó al club al undécimo lugar en el tercer nivel; en la temporada de cierre de 2011, se reclutaron varios jugadores nuevos, incluidos Jimmy Roye y Julien Ricaud y la temporada siguiente, Niort terminó como subcampeón del Nîmes Olympique gracias a una victoria 1-0 a domicilio ante el Gazélec Ajaccio en la última jornada. En consecuencia, Niort ascendió a la Ligue 2, lo que marcó el regreso del club a las filas profesionales del fútbol francés.
Pasó dos años más a cargo de Niort, guiando al equipo a un puesto N°15 en la temporada 2012-13, seguido de un quinto puesto un año después. El 19 de mayo de 2014 se anunció que Gastien no renovaría su contrato y dejaría el club después de quince años de asociación.

### Châteauroux
El 4 de junio de 2014, Gastien fue nombrado nuevo entrenador de su antiguo club como jugador, el Châteauroux, en sustitución de Jean-Louis Garcia. Sin embargo, tras una serie de malos resultados, Gastien fue relevado de sus funciones el 9 de febrero de 2015.

### Clermont
Gastien fue revelado como el nuevo entrenador de las reservas de Clermont el 11 de mayo de 2016. Gastien se convirtió en el nuevo entrenador del primer equipo el 1 de septiembre de 2017 después de que Corinne Diacre renunciara para hacerse cargo de la selección nacional femenina de Francia. En la Ligue 2 2020-21, llevó al Clermont a terminar segundo en la liga, para ascender a la Ligue 1 por primera vez en su historia.En junio de 2024, anunció su retiro como técnico luego de la finalización de la temporada.

## Clubes

### Como jugador
| Club                  | País    | Año       |
| --------------------- | ------- | --------- |
| Angoulême             | Francia | 1981-1982 |
| Niort                 | Francia | 1982-1988 |
| Olympique de Marsella | Francia | 1988-1989 |
| Niort                 | Francia | 1989-1990 |
| OGC Niza              | Francia | 1990-1993 |
| Châteauroux           | Francia | 1993-1997 |

### Como entrenador
| Club            | País    | Año       |
| --------------- | ------- | --------- |
| Niort B         | Francia | 2000-2009 |
| Niort           | Francia | 2009-2014 |
| Châteauroux     | Francia | 2014-2015 |
| Clermont Foot B | Francia | 2016-2017 |
| Clermont Foot   | Francia | 2017-2024 |

## Palmarés

### Como jugador

#### Campeonatos nacionales
| Título          | Club                  | País    | Año     |
| --------------- | --------------------- | ------- | ------- |
| Ligue 2         | Niort                 | Francia | 1986-87 |
| Ligue 1         | Olympique de Marsella | Francia | 1988-89 |
| Copa de Francia | Olympique de Marsella | Francia | 1988-89 |

## Vida personal
Su hijo Johan Gastien es futbolista. Pascal fue su entrenador durante su carrera.